# Tom Pearce
Tom Mark Pearce (Ormskirk, 12 aprile 1998) è un calciatore inglese, difensore del CF Montréal.

## Carriera

### Club
Cresciuto nel settore giovanile del Leeds Utd, il 17 marzo 2018 ha debuttato in prima squadra nell'incontro di Championship perso 2-1 contro lo Sheffield Weds ed il 21 aprile successivo ha segnato il suo primo gol tra i professionisti nella partita vinta 2-1 contro il Barnsley; utilizzato di rado la stagione successiva, nel mercato invernale è stato ceduto in prestito allo Scunthorpe Utd in terza divisione, categoria in cui con gli Irons ha segnato un gol in 9 partite giocate.
L'8 agosto 2019 è stato ceduto a titolo definitivo al Wigan; con i Latics ha disputato due stagioni in Championship e tre in terza divisione segnando 2 reti in 105 incontri complessivi.
Rimasto svincolato al termine della stagione 2023-2024, il 12 luglio ha firmato un contratto con il CF Montréal.

### Nazionale
Ha giocato con le nazionali giovanili inglesi Under-20 ed Under-21.

## Statistiche

### Presenze e reti nei club
Statistiche aggiornate al 6 luglio 2025.
| Stagione           | Squadra            | Campionato         | Campionato | Campionato | Coppe nazionali | Coppe nazionali | Coppe nazionali | Coppe continentali | Coppe continentali | Coppe continentali | Altre coppe | Altre coppe | Altre coppe | Totale | Totale | Totale |
| Stagione           | Squadra            | Comp               | Pres       | Reti       | Comp            | Pres            | Reti            | Comp               | Pres               | Reti               | Comp        | Pres        | Reti        | Pres   | Reti   |        |
| ------------------ | ------------------ | ------------------ | ---------- | ---------- | --------------- | --------------- | --------------- | ------------------ | ------------------ | ------------------ | ----------- | ----------- | ----------- | ------ | ------ | ------ |
| mar.-giu.-2018     | Leeds Utd          | FLC                | 5          | 1          | FACup+CdL       | 0               | 0               | -                  | -                  | -                  | -           | -           | -           | 5      | 1      |        |
| 2018-gen. 2019     | Leeds Utd          | FLC                | 2          | 0          | FACup+CdL       | 1+2             | 0               | -                  | -                  | -                  | -           | -           | -           | 5      | 0      |        |
| Totale Leeds Utd   | Totale Leeds Utd   | Totale Leeds Utd   | 7          | 1          |                 | 3               | 0               |                    | -                  | -                  |             | -           | -           | 10     | 1      |        |
| gen.-giu. 2019     | Scunthorpe Utd     | FL1                | 9          | 1          | FACup+CdL       | 0               | 0               | -                  | -                  | -                  | FLT         | 0           | 0           | 9      | 1      |        |
| 2019-2020          | Wigan              | FLC                | 7          | 0          | FACup+CdL       | 1+0             | 0               | -                  | -                  | -                  | -           | -           | -           | 8      | 0      |        |
| 2020-2021          | Wigan              | FL1                | 23         | 0          | FACup+CdL       | 1+1             | 0               | -                  | -                  | -                  | FLT         | 3           | 0           | 28     | 0      |        |
| 2021-2022          | Wigan              | FL1                | 16         | 0          | FACup+CdL       | 4+2             | 0               | -                  | -                  | -                  | FLT         | 5           | 0           | 27     | 0      |        |
| 2022-2023          | Wigan              | FLC                | 13         | 0          | FACup+CdL       | 0+1             | 0               | -                  | -                  | -                  | -           | -           | -           | 14     | 0      |        |
| 2023-2024          | Wigan              | FL1                | 24         | 1          | FACup+CdL       | 1+1             | 0               | -                  | -                  | -                  | FLT         | 2           | 1           | 28     | 2      |        |
| Totale Wigan       | Totale Wigan       | Totale Wigan       | 83         | 1          |                 | 12              | 0               |                    | -                  | -                  |             | 10          | 1           | 105    | 2      |        |
| 2024               | CF Montréal        | MLS                | 9          | 1          | CC              | 0               | 0               | -                  | -                  | -                  | LC          | 3           | 1           | 12     | 2      |        |
| 2025               | CF Montréal        | MLS                | 16         | 0          | CC              | 2               | 0               | -                  | -                  | -                  | LC          | 0           | 0           | 18     | 0      |        |
| Totale CF Montréal | Totale CF Montréal | Totale CF Montréal | 25         | 1          |                 | 2               | 0               |                    | -                  | -                  |             | 3           | 1           | 30     | 2      |        |
| Totale carriera    | Totale carriera    | Totale carriera    | 124        | 4          |                 | 17              | 0               |                    | -                  | -                  |             | 13          | 2           | 154    | 6      |        |

## Palmarès

### Club

#### Competizioni nazionali
- Football League One: 1

Wigan: 2021-2022